# Ли, Стэн
Стэн Ли (англ. Stan Lee; имя при рождении — Стэ́нли Ма́ртин Ли́бер (англ. Stanley Martin Lieber); 28 декабря 1922, Манхэттен, Нью-Йорк, штат Нью-Йорк, США — 12 ноября 2018, медицинский центр Седарс-Синай, Лос-Анджелес, округ Лос-Анджелес, Калифорния, США) — американский писатель, актёр, продюсер, телеведущий, сценарист, редактор и создатель множества персонажей комиксов, бывший президент и председатель совета директоров издательства Marvel Comics. В сотрудничестве с несколькими художниками, в том числе Джеком Кирби и Стивом Дитко, он создал Человека-паука, Халка, Доктора Стрэнджа, Фантастическую четвёрку, Железного человека, Сорвиголову, Тора, Людей Икс и многих других вымышленных персонажей. Стэн Ли также известен как актёр кино и телевидения, он снялся во многих фильмах в качестве камео или в ролях второго плана.

## Биография
Родился и вырос в Нью-Йорке, в семье еврейских иммигрантов из Румынии — Джека (Джейоба Арона) Либера (1885—1968) и Силии (урождённая Соломон, 1893—1947), на углу 98-й улицы и Вест-Энд авеню Манхэттена. Отец Стэна обучался как закройщик, но работал мало, особенно после великой депрессии, поэтому семья переехала на Форт Вашингтон-авеню. Когда Стэну Ли было почти 9 лет, родился его единственный брат, Ларри. К тому времени, как Ли стал подростком, семья стала жить в однокомнатной квартире на 1720 Юниверсити-авеню в Бронксе. Ли c братом жили в одной комнате, а их родители спали рядом на раскладном диване.
Стэн Ли окончил среднюю школу ДеВитта Клинтона в Бронксе, куда до этого переехала его семья. Являясь большим любителем книг, молодой Стэн работал на многих работах: он занимался написанием некрологов для службы новостей и пресс-релизов по Национальной программе туберкулёзного центра, доставкой сэндвичей в офисы (в том числе и в Рокфеллеровский центр), а также продажей подписок на газету New York Herald Tribune.

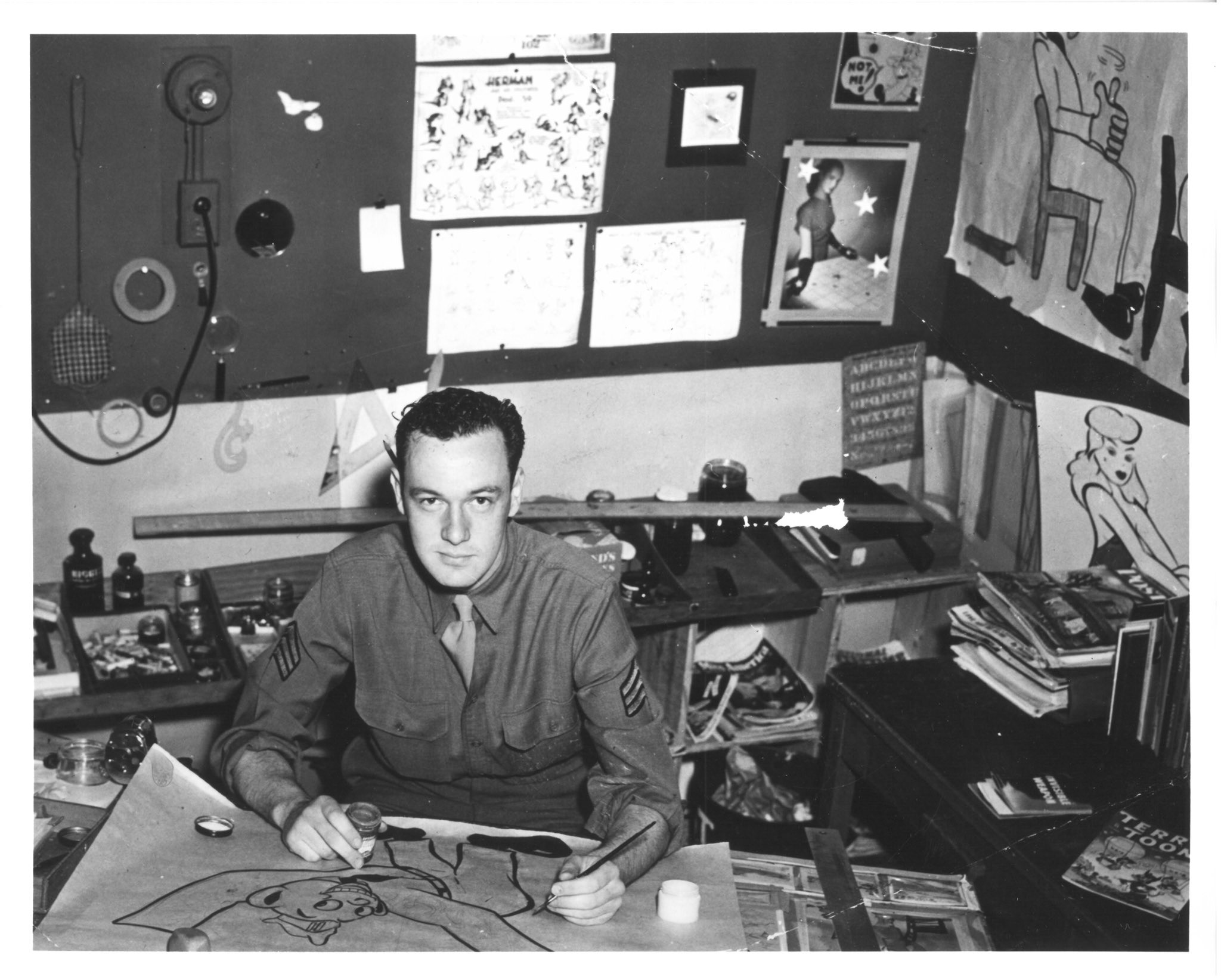
Стэн Ли на службе в армии, начало 1940-х

В октябре 1942 года он был призван в армию США, где прослужил в составе Сигнального корпуса до октября 1945 года. Изначально занимался починкой телеграфных столбов и другого оборудования, затем был переведён в отдел учебных фильмов. Занимаемая им должность официально называлась «драматург», а основной деятельностью было написание наставлений, сценариев для учебных кинофильмов, слоганов, а также иногда рисование историй в картинках.
В середине 1950-х годов Стэн пробует себя в качестве автора приключенческих рассказов, с началом 1960-х годов он полностью уходит в мир супергеройских комиксов. В сотрудничестве с несколькими художниками (самые известные — Джек Кёрби и Стив Дитко) он создал множество известных персонажей, таких как Человек-паук, Железный человек, Халк, Фантастическая четвёрка и Люди Икс. Совместно с Джоном Бускема является автором книги-самоучителя «How to Draw Comics. The Marvel Way» (первое издание состоялось в 1978 году).
В Нью-Йорке Стэну Ли помогли стать известным многие люди, такие как: Робби Соломон (дядя Стэна), редактор Timely Comics Джо Саймон, и издатель комиксов Мартин Гудман, чьей женой была кузина Стэна — Джин.
В 1981 году Стэн переезжает в Калифорнию, где останавливается в шикарном особняке в районе West Hollywood. Его главной задачей в этот период жизни становится развитие производства телевизионной продукции для компании Marvel Entertainment.
С 2001 года Стэн Ли начинает создавать собственный телеканал POW! Entertainment, где кроме различных реалити-шоу о человеческих супер-способностях шли эпизоды анимированного сериала для взрослых «Стрипперелла».
Последние годы жизни Ли болел пневмонией и имел проблемы со зрением. В начале 2016 года писатель признался, что он потерял возможность читать и писать из-за значительно ухудшившегося зрения.

### Личная жизнь
Ли женился на Джоан Клейтон Букок, родом из Ньюкасла, Англия, 5 декабря 1947 года, а в 1949 году пара купила дом в Вудмире, штат Нью-Йорк, на Лонг-Айленде, живя там до 1952 года. Их дочь Джоан Селия «Джей Си Ли» родилась в 1950 году. Другая дочь, Ян Ли, умерла через несколько дней после своего рождения в 1953 году.
Семья Ли проживала в городке Хьюлетт-Харбор на Лонг-Айленде, штат Нью-Йорк, с 1952 по 1980 год. Для своего переезда на Западное побережье в 1981 году они купили дом в Западном Голливуде, штат Калифорния, ранее принадлежавший диктору радио Джеку Бенни Дону Уилсону.
6 июля 2017 года его жена Джоан умерла от инсульта. Ей было 95 лет. Пара прожила вместе почти 70 лет.

### Смерть
Стэн Ли скончался 12 ноября 2018 года в медицинском центре Седарс-Синай, куда его доставили из дома на «скорой помощи». Причинами смерти Ли были названы остановка сердца, дыхательная и хроническая сердечная недостаточность.
17 ноября 2018 года был похоронен во время закрытой церемонии прощания.

## Камео
Стэн Ли сыграл эпизодические роли во многих фильмах, снятых по мотивам комиксов Marvel Comics. В частности: «Люди Икс», «Люди Икс: Последняя битва», «Человек-паук», «Сорвиголова», «Халк», «Фантастическая четвёрка», фильмы кинематографической вселенной Marvel, а также многие другие. Стэн Ли впервые сыграл самого себя в фильме Кевина Смита «Лоботрясы», где он встречается с одним из главных персонажей по имени Броди (актёр Джейсон Ли) и рассказывает ему историю своей неудавшейся любви, наставляя героя на примирение со своей собственной любовью (актриса Шеннен Доэрти).
Также ему и его комиксам посвящена 16-я серия третьего сезона сериала «Теория Большого взрыва». В конце серии Стэн Ли участвует в сцене с главными героями сериала. Ещё одна роль на телевидении — водитель автобуса в 16-й серии первого сезона сериала «Герои». Кроме этих ролей, Ли участвовал в создании манги «Heroman».
В качестве персонажа Стэн Ли также появлялся во многих мультфильмах и компьютерных играх. В мультсериале «Человек-паук» в последней серии пятого сезона появляется в параллельном измерении как создатель комиксов про Человека-паука. Появлялся в мультсериале «Симпсоны» в роли самого себя. Фигурка Стэна Ли, стоящая возле Железного человека, мелькает в компьютерном 3D-мультфильме «Ральф против интернета» в эпизоде, где на сайте «Oh My Disney» главная героиня убегает от имперских штурмовиков из «Звёздных войн».
Стэна Ли можно заметить в играх Lego Marvel Super Heroes и Lego Marvel Super Heroes 2, Lego Marvel’s Avengers, в которых является играбельным персонажем и обладает смесью способностей таких героев, как Человек-паук, Циклоп, Мистер Фантастик и др.

## Факты
- Любил фильмы с Брюсом Ли[38].
- Любимые писатели Стэна Ли: Стивен Кинг, Герберт Уэллс, Марк Твен, Артур Конан Дойль, Уильям Шекспир, Чарльз Диккенс и Харлан Эллисон[39].

## Созданные персонажи

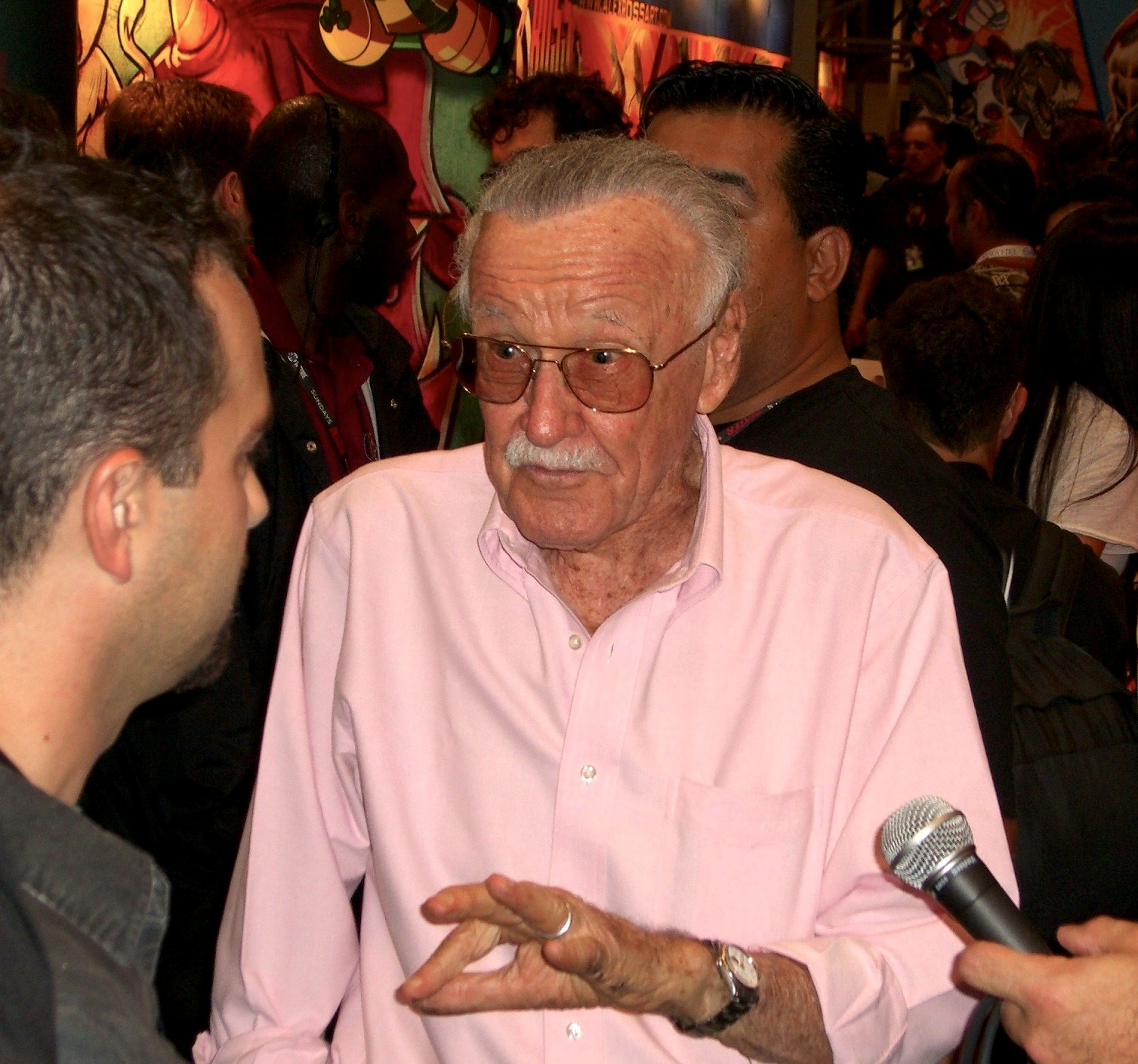
Стэн Ли в 2011 году.

- Человек-паук
- Фантастическая четвёрка
- Люди Икс
- Сорвиголова
- Железный человек
- Халк
- Стрипперелла
- и многие другие

## Фильмография

### Актёрские работы
| Год       |     | Русское название                                       | Оригинальное название                     | Роль                                                                                        |
| --------- | --- | ------------------------------------------------------ | ----------------------------------------- | ------------------------------------------------------------------------------------------- |
| 1989      | тф  | Суд Невероятного Халка                                 | The Trial of the Incredible Hulk          | присяжный в суде                                                                            |
| 1990      | ф   | Скорая помощь                                          | The Ambulance                             | в роли самого себя / Редактор Marvel Comics                                                 |
| 1994      | мс  | Человек-паук                                           | Spider-Man                                | в роли самого себя                                                                          |
| 1995      | ф   | Лоботрясы                                              | Mallrats                                  | в роли самого себя                                                                          |
| 2000      | ф   | Гражданин Токси: Токсичный мститель 4                  | Citizen Toxie: The Toxic Avenger IV       | рассказчик                                                                                  |
| 2000      | ф   | Люди Икс                                               | X-Men                                     | продавец хот-догов                                                                          |
| 2002      | мс  | Симпсоны                                               | The Simpsons                              | в роли самого себя                                                                          |
| 2002      | ф   | Человек-паук                                           | Spider-Man                                | человек на празднике OSCORP                                                                 |
| 2003      | мс  | Стрипперелла                                           | Stripperella                              | Джерри                                                                                      |
| 2003      | с   | Джимми Киммел в прямом эфире                           | Jimmy Kimmel Live!                        | в роли самого себя                                                                          |
| 2003      | ф   | Халк                                                   | Hulk                                      | офицер охраны                                                                               |
| 2003      | мс  | Человек-паук                                           | Spider-Man: The New Animated Series       | Фрэнк Элсон                                                                                 |
| 2003      | ф   | Сорвиголова                                            | Daredevil                                 | старик на перекрёстке                                                                       |
| 2003—2004 | с   | Безумное телевидение                                   | MADtv                                     | в роли самого себя                                                                          |
| 2004      | ф   | Дневники принцессы 2: Как стать королевой              | The Princess Diaries: Royal Engagement    | гость на свадьбе                                                                            |
| 2004      | ф   | Человек-паук 2                                         | Spider-Man 2                              | человек, спасший женщину от обломка здания (при битве доктора Октавиуса с Питером)          |
| 2005      | ф   | Леший                                                  | Man-Thing                                 | изображён на фотографии                                                                     |
| 2005      | ф   | Фантастическая четвёрка                                | Fantastic Four                            | почтальон Уилли Лампкин                                                                     |
| 2006      | ф   | Люди Икс: Последняя битва                              | X-Men: The Last Stand                     | человек с водяным шлангом                                                                   |
| 2007      | ф   | Человек-паук 3: Враг в отражении                       | Spider-Man 3                              | человек на Таймс-сквер                                                                      |
| 2007      | ф   | Фантастическая четвёрка: Вторжение Серебряного сёрфера | Fantastic Four: Rise of the Silver Surfer | в роли самого себя                                                                          |
| 2007      | с   | Герои                                                  | Heroes                                    | водитель автобуса                                                                           |
| 2007      | мс  | Робоцып                                                | Robot Chicken                             | в роли самого себя/рассказчик                                                               |
| 2008      | ф   | Железный человек                                       | Iron Man                                  | Тони Старк путает его с владельцем Playboy Хью Хефнером                                     |
| 2008      | ф   | Невероятный Халк                                       | The Incredible Hulk                       | человек, который выпил энергетический напиток                                               |
| 2009      | мс  | Новые приключения Человека-паука                       | The Spectacular Spider-Man                | Стэн                                                                                        |
| 2009      | мс  | Супергеройский отряд                                   | The Super Hero Squad Show                 | мэр города                                                                                  |
| 2010      | с   | Красавцы                                               | Entourage                                 | в роли самого себя                                                                          |
| 2010      | ф   | Железный человек 2                                     | Iron Man II                               | Тони Старк путает его с Ларри Кингом                                                        |
| 2010      | с   | Теория Большого взрыва                                 | The Big Bang Theory                       | в роли самого себя                                                                          |
| 2010      | с   | Никита                                                 | Nikita                                    | выдающийся свидетель                                                                        |
| 2011      | ф   | Тор                                                    | Thor                                      | водитель сломавшегося автомобиля                                                            |
| 2011      | ф   | Первый мститель                                        | Captain America: The First Avenger        | военный, который присутствует при награждении Капитана Америка                              |
| 2011      | с   | Эврика                                                 | Eureca                                    | доктор Ли                                                                                   |
| 2012      | мс  | Совершенный Человек-паук                               | Ultimate Spider-Man                       | уборщик Стэн                                                                                |
| 2012      | ф   | Мстители                                               | Avengers                                  | даёт интервью в конце фильма                                                                |
| 2012      | ф   | Новый Человек-паук                                     | The Amazing Spider-Man                    | библиотекарь Стэн                                                                           |
| 2013      | ф   | Железный человек 3                                     | Iron Man 3                                | судья конкурса красоты                                                                      |
| 2013      | мс  | Финес и Ферб: Миссия Марвел                            | Phineas and Ferb: Mission Marvel          | продавец хот-догов                                                                          |
| 2013      | ф   | Тор 2: Царство тьмы                                    | Thor: The Dark World                      | пациент психиатрической больницы                                                            |
| 2013      | с   | Агенты «Щ.И.Т.»                                        | Agents of S.H.I.E.L.D.                    | джентльмен в поезде (эпизод «T.R.A.C.K.S.»)                                                 |
| 2014      | ф   | Первый мститель: Другая война                          | Captain America: The Winter Soldier       | охранник в музее                                                                            |
| 2014      | ф   | Новый Человек-паук. Высокое напряжение                 | The Amazing Spider-Man 2                  | гость на церемонии вручения дипломов                                                        |
| 2014      | ф   | Стражи Галактики                                       | Guardians of the Galaxy                   | ксандарианский бабник                                                                       |
| 2014      | мф  | Город героев                                           | Big Hero 6                                | отец Фреда                                                                                  |
| 2014      | мф  | Могучая Семёрка Стэна Ли                               | Stan Lee's Mighty 7                       | камео                                                                                       |
| 2015      | с   | Агент Картер                                           | Agent Carter                              | клиент чистильщика обуви, сидящий рядом с Говардом Старком (в конце 4 серии первого сезона) |
| 2015      | с   | Сорвиголова                                            | Daredevil                                 | портрет в полицейском участке (в конце 13 серии первого сезона)                             |
| 2015      | с   | Джессика Джонс                                         | Jessica Jones                             | портрет (в 7 серии первого сезона)                                                          |
| 2015      | ф   | Мстители: Эра Альтрона                                 | Avengers: Age of Ultron                   | ветеран, перебравший хмельного на вечеринке Мстителей                                       |
| 2015      | ф   | Человек-муравей                                        | Ant-Man                                   | бармен                                                                                      |
| 2015      | ф   | Йоганутые                                              | Yoga Hosers                               | диспетчер                                                                                   |
| 2016      | ф   | Дэдпул                                                 | Deadpool                                  | ди-джей в стриптиз-клубе                                                                    |
| 2016      | ф   | Первый мститель: Противостояние                        | Captain America: Civil War                | курьер, доставивший Старку посылку от Капитана                                              |
| 2016      | ф   | Люди Икс: Апокалипсис                                  | X-Men: Apocalypse                         | старик с женой, смотрящий на взлетающие ракеты                                              |
| 2016      | с   | Люк Кейдж                                              | Luke Cage                                 | портрет                                                                                     |
| 2016      | ф   | Доктор Стрэндж                                         | Doctor Strange                            | пассажир автобуса                                                                           |
| 2016      | с   | Агенты «Щ.И.Т.»: Йо-Йо                                 | Agents of S.H.I.E.L.D.: Slingshot         | фотография в коробке Фила Колсона                                                           |
| 2017      | с   | Железный кулак                                         | Iron Fist                                 | портрет                                                                                     |
| 2017      | кор | Дэдпул: Никаких добрых дел                             | Deadpool: No Good Deed                    | прохожий                                                                                    |
| 2017      | ф   | Стражи Галактики. Часть 2                              | Guardians of the Galaxy Vol. 2            | наблюдатель в образе астронавта, рассказывающий истории другим наблюдателям                 |
| 2017      | ф   | Человек-паук: Возвращение домой                        | Spider-Man: Homecoming                    | старик в окне — Гарри                                                                       |
| 2017      | с   | Защитники                                              | Defenders                                 | портрет                                                                                     |
| 2017      | с   | Одарённые                                              | The Gifted                                | посетитель, выходящий из бара                                                               |
| 2017      | ф   | Тор: Рагнарёк                                          | Thor: Ragnarok                            | парикмахер Сакаара                                                                          |
| 2017      | с   | Беглецы                                                | Runaways                                  | водитель лимузина                                                                           |
| 2018      | ф   | Чёрная пантера                                         | Black Panther                             | игрок в казино                                                                              |
| 2018      | ф   | Мстители: Война бесконечности                          | Avengers: Infinity War                    | водитель школьного автобуса                                                                 |
| 2018      | ф   | Дэдпул 2                                               | Deadpool 2                                | арт, сделанный в психоделическом стиле на стене здания                                      |
| 2018      | с   | Плащ и Кинжал                                          | Cloak and Dagger                          | картина в стиле поп-арт                                                                     |
| 2018      | ф   | Человек-муравей и Оса                                  | Ant-Man and The Wasp                      | владелец автомобиля, случайно уменьшенного Осой                                             |
| 2018      | мф  | Юные титаны, вперёд!                                   | Teen Titans Go! To The Movies             | В роли самого себя                                                                          |
| 2018      | ф   | Веном                                                  | Venom                                     | старик с собачкой, дающий совет Эдди Броку и Веному                                         |
| 2018      | мф  | Ральф против интернета                                 | Ralph Breaks the Internet                 | старик, на которого случайно налетела Ванилопа, убегая от имперских штурмовиков             |
| 2018      | мф  | Человек-паук: Через вселенные                          | Spider-Man: Into the Spider-Verse         | продавец костюмов; Джей Джона Джеймсон в мультсериале 1967 года                             |
| 2019      | ф   | Капитан Марвел                                         | Captain Marvel                            | пассажир поезда, читающий сценарий фильма «Лоботрясы»                                       |
| 2019      | ф   | Мстители: Финал                                        | Avengers: Endgame                         | водитель автомобиля в Нью-Джерси 1970 г.                                                    |
| 2019      | ф   | Джей в Голливуде                                       | Madness in the Method                     | в роли самого себя                                                                          |
| 2019      | ф   | Джей и Молчаливый Боб: Перезагрузка                    | Jay and Silent Bob Reboot                 | в роли самого себя                                                                          |

### Остальные работы
Кроме актёрства Стэн Ли также работал в других сферах кинематографа. Он выступал в роли продюсера в таких фильмах, как: «Капитан Америка», «Ник Фьюри: Агент Щ.И.Т.а», «Блэйд», «Люди Икс», «Блэйд 2», «Человек-паук», «Сорвиголова», «Люди Икс 2», «Халк», «Каратель», «Человек-паук 2», «Блэйд 3: Троица», «Электра», «Леший», «Фантастическая четвёрка», «Люди Икс: Последняя битва», «Призрачный гонщик», «Человек-паук 3: Враг в отражении», «Фантастическая четвёрка: Вторжение Серебряного сёрфера», «Железный человек», «Невероятный Халк», «Каратель: Территория войны» и «Железный человек 2». Помимо работ продюсера Стэн Ли был даже монтажёром видео «Spider-Man: The Ultimate Villian Showdown». В 2016 он снял собственный сериал — «Счастливчик», главную роль Гарри Клейтона в нём исполнил Джеймс Несбитт.

## Награды

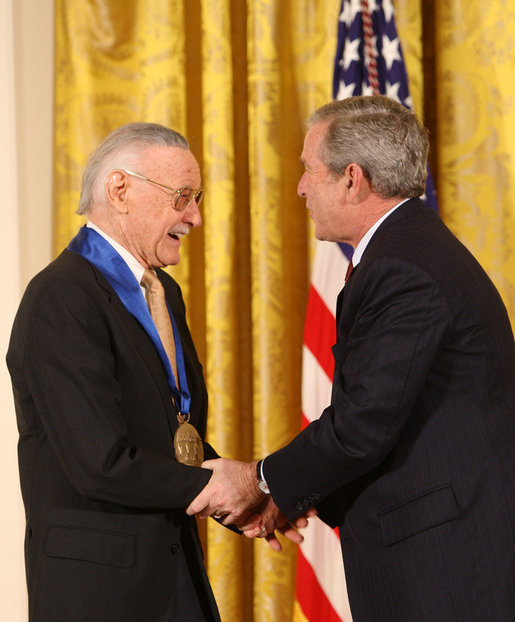
Президент США Джордж Буш вручает Стэну Ли Национальную медаль США в области искусств (2008)

- В 1995 году включён в зал славы Джека Кёрби.
- В 2002 году получил премию «Сатурн» в категории «Награда за достижения в карьере».
- В 2008 году удостоен Национальной медали США в области искусств.

## Книги
- «How to Draw Comics. The Marvel Way» (совместно с Джоном Бускема).
- «Стэн Ли. Как рисовать комиксы».
- «Уловка света» (англ. A Trick of the Light) Стэн Ли, Кэт Розенфилд[43].